# Линнеевые
Линнеевые (лат. Linnaeoideae) — подсемейство цветковых вечнозелёных или листопадных кустарников или кустарничков, растущих в Евразии и Северной Америке. Входит в семейство Жимолостные (Caprifoliaceae).
В подсемействе пять родов и примерно 36 видов.
Для растений этого подсемейства характерны колокольчатые пятилопастные венчики.

## Классификация
По системе классификации Кронквиста все роды данного подсемейства входили в состав семейства Жимолостные (Caprifoliaceae), но согласно системе APG II (2003) они были выделены в отдельное семейство в составе порядка Ворсянкоцветные (Dipsacales). В системе APG III (2009) они снова были включены в семейство Жимолостные.

## Линнеевые в культуре
Некоторые виды из этого подсемейства — красивоцветущие декоративные растения. В первую очередь это относится к видам из рода Абелия, которые в течение всего летнего сезона в изобилии образуют трубчатые или воронковидные цветки, и к Кольквиции приятной (Kolkwitzia amabilis), которая обильно цветёт весной. Изредка в садах выращивают один из видов дипельты — Дипельту обильноцветущую (Dipelta floribunda) с душистыми нежно-розовыми цветками. В рокариях иногда сажают Линнею северную (Linnaea borealis).

## Роды
| Наименование рода       | Естественный ареал, дополнительная информация                                                                          |
| Абелия (Abelia)         | Восточная Азия, Мексика. Около 30 видов. Листопадные или вечнозелёные кустарники.                                      |
| Дипельта (Dipelta)      | Китай. 4 вида. Кустарники.                                                                                             |
| Забелия (Zabelia)       | Единственный вид. |
| Кольквиция (Kolkwitzia) | Китай. Единственный вид. Листопадный кустарник.                                                                        |
| Линнея (Linnaea)        | Север Евразии, север Северной Америки. Обычно род рассматривается как монотипный. Вечнозелёный стелющийся кустарничек. |

| Абелия китайская | Линнея северная | Кольквиция приятная |